# Turntablism
Turntablism kommer ursprungligen från det engelska ordet turntable som betyder skivtallrik. 
Begreppet turntablist används för att beskriva DJ:s som använder skivspelarna som instrument, snarare än att bara spela och mixa låtar. Turntablism-kulturen kan sägas vara en reaktion mot rappande MC:s dominerande ställning inom hiphop-kulturen. 
Turntablism är också en sorts musikstil. Musiken skapas genom att enbart använda skivspelare. Exempel på artister är DJ Q-Bert, DJ Timo Diablo och The X-Ecutioners.